# Rogelio Miranda Baldivia
Rogelio Miranda Baldivia (La Paz, Bolivia, 15 de octubre de 1922) fue un militar y político boliviano. Fungió como embajador de Bolivia en el Reino Unido de 1974 a 1978. En 1970 encabezó un golpe de Estado contra Alfredo Ovando y fue proclamado presidente de una Junta Militar de Gobierno por sus partidarios y ciertos sectores militares, transfirió el mando a las pocas horas a otra Junta Militar, la cual se desestabilizó llegando a medianoche, favoreciendo así a la asunción al poder por parte del general Juan José Torres.

## Biografía
Nació el 15 de octubre de 1922 en La Paz. Perteneciente a una familia de clase media y religiosa, Miranda cursó sus estudios en el colegio católico "La Salle". Inició su carrera militar en 1938, ingresando al Colegio Militar del Ejército. También hizo estudios militares en Fort Worth, Estados Unidos. Se casó con Gladys Adet Zamora, con quien tuvo dos hijas.
Miranda se desempeñó como ministro de agricultura durante el gobierno de René Barrientos. Fue designado por Alfredo Ovando Candía en 1970 como comandante del ejército, en sustitución de Juan José Torres. El general Miranda fue calificado como un fervoroso conservador revolucionario. En octubre de ese año, Miranda se levantó en armas contra Ovando. Estallaría una crisis en Bolivia. Ovando renuncia a la presidencia a las seis de la mañana del 6 de octubre, acto que fue aprovechado por Torres y Miranda. Por un lado Torres fue proclamado presidente por sus partidarios —sectores políticos, militares y campesinos— en El Alto, a las pocas horas de la renuncia de Ovando; ocurrió lo propio con Miranda en el Palacio de Gobierno —aunque sin mucho apoyo—, fue designado presidente de una Junta Militar de la cual se desconoce los demás integrantes. A pesar del golpe consumado, renunció al Gobierno, pero antes presionó en organizar un triunvirato para una nueva Junta Militar de Gobierno. El triunvirato se desestabilizó a medianoche, disolviéndose y dando paso a la toma del poder del general Juan José Torres a la presidencia.
Con la llegada de Torres al poder, Miranda se refugió en la embajada argentina, donde se exilió con su esposa y sus dos hijas.
En agosto de 1971, Torres es derrocado por un golpe de Estado de Hugo Banzer Suárez. Banzer reintegraría en su gobierno a militares como Miranda, quien se encontraba exiliado.Durante el Banzerato, Rogelio Miranda se desempeñó como embajador de Bolivia en Londres durante 4 años (1974-1978).